# Sankt Georgen an der Leys
Sankt Georgen an der Leys是奥地利下奥地利州沙伊布斯县的一个市镇。总面积23.87平方公里，总人口1329人，人口密度55.7人/平方公里（2010年）。